# عين الرمانة (بعبدا)

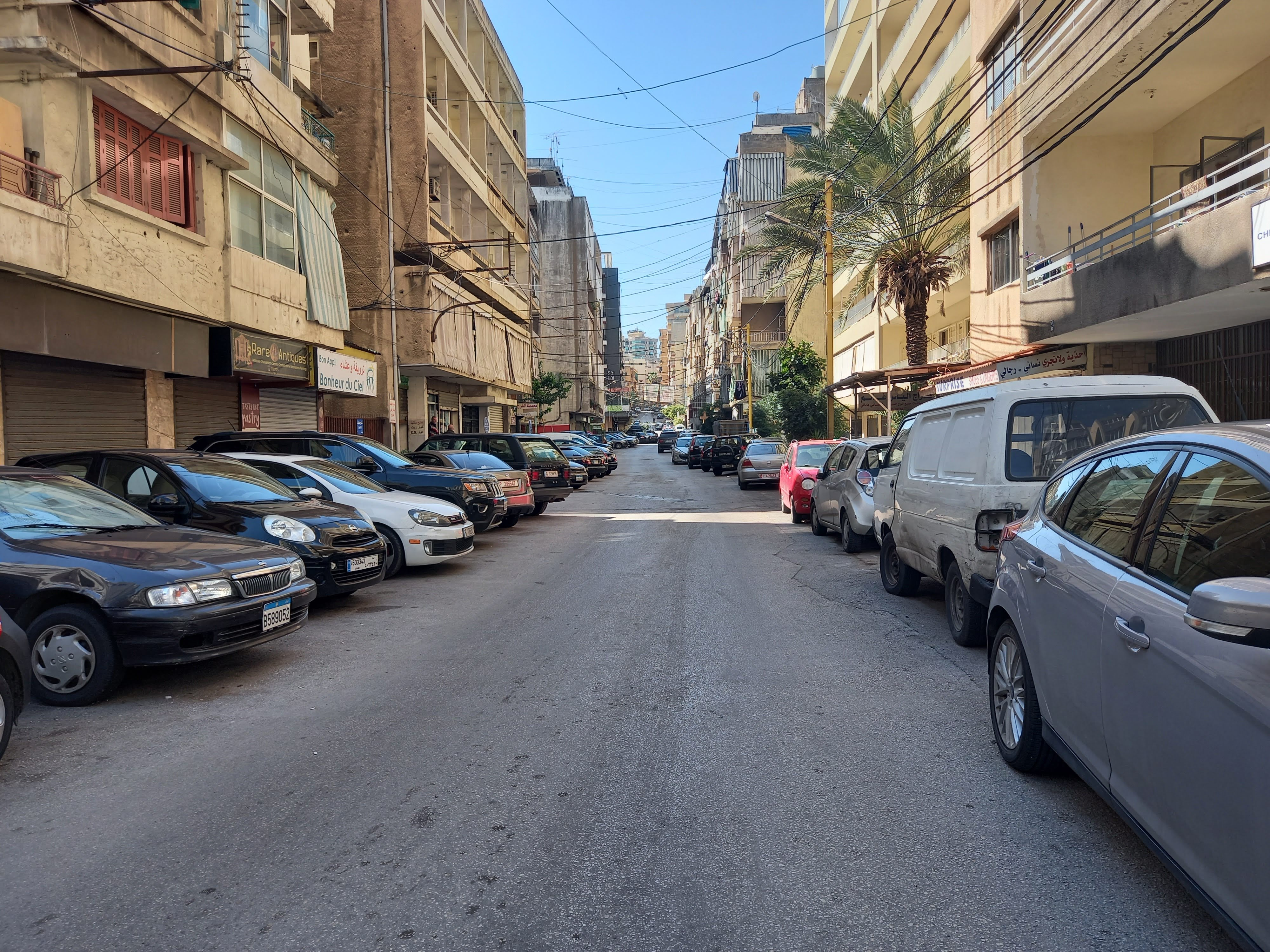
صورة لشارع في عين الرمانة, في 6 آذار 2021

عين الرمانة هي منطقة مسيحية في قضاء بعبدا جبل لبنان، لبنان، وهي ضاحية من ضواحي بيروت وجزء من بيروت الكبرى. شهدت المنطقة حادثة بوسطة عين الرمانة في 13 نيسان 1975 بين حزب الكتائب اللبنانية واللاجئين الفلسطينيين في لبنان، مما يعتبر السبب الرئيسي لاندلاع شرارة الحرب الأهلية اللبنانية. كانت المنطقة خلال الحرب معقلاً مهماً للميليشيات المسيحية مثل القوات اللبنانية, الكتائب والأحرار، وشهدت معارك عنيفة إما مع المسلمين, عبر بيروت الغربية (خاصة من منطقة الشياح المقابلة), القوات السورية، أو الفلسطينية عبر خط التماس الذي يقع على حدودها، وقد عرفت «بقلعة الصمود» لقدرة صموضها، إلى جانب صراعات داخلية ما بين الاحزاب المسيحية.

## ملخص
عين الرمانة تديرها بلدية فرن الشباك، والتي تدير أيضا تحويطة النهر (التحويطة). وهي محاطة بسن الفيل من الشمال, الشياح من الجنوب, الحازمية من الشرق وبيروت من الغرب. موقعها الاستراتيجي يجعلها منطقة ذات أهمية صناعية وتعليمية.

## مجزرة البوسطة
في 13 نيسان 1975، كانت حافلة تمر في عين الرمانة، تقل فلسطينيين لاجئين عائدين من إحد المهرجانات، متوجهين إلى مخيمهم في تل الزعتر، فتم اطلاق النار عليهم من قبل عناصر حزب الكتائب، مما أسفر عن مقتل جميع ركابها ال27, ما عدا السائق، وكانت بداية الحرب الأهلية اللبنانية. الحادثة وقعت فقط بعد ساعات قليلة من مقتل 4 مسيحيين خارج كنيسة في عين الرمانة عند محاولة اغتيال زعيم الكتائب بيار الجميل.